# Si tu me vois
Albums de Sheryfa Luna
Vénus
(2008) Petite fée de soie
(2012)
Singles
1. Tu me manques
Sortie : 26 avril 2010
2. Yemma
Sortie : 20 septembre 2010

Si tu me vois est le nom donné au troisième album studio de Sheryfa Luna sorti le 13 septembre 2010 et le 6 septembre en numérique. 
L'album contient 14 titres dont le premier single intitulé Tu me manques. Sheryfa Luna reçoit un disque d'or en janvier 2011 avec plus de 50 000 disques écoulés.

## Liste des pistes
| No  | Titre                     | Durée |
| --- | ------------------------- | ----- |
| 1.  | On ne vivra               | 3:14  |
| 2.  | Tu me manques             | 3:54  |
| 3.  | Crois en toi              | 3:03  |
| 4.  | Ça ne change rien         | 3:10  |
| 5.  | T'aimer et faire semblant | 3:29  |
| 6.  | Si tu me vois             | 4:14  |
| 7.  | Feeling                   | 3:55  |
| 8.  | Yemma                     | 3:47  |
| 9.  | Il y a des jours          | 3:25  |
| 10. | Tu seras un homme         | 3:42  |
| 11. | Parce que c'est toi       | 3:31  |
| 12. | Tout est fini             | 3:27  |
| 13. | Je ne suis qu'une femme   | 3:46  |
| 14. | Il parait                 | 4:32  |

## Classement hebdomadaire
| Classement (2010)            | Meilleure position |
| ---------------------------- | ------------------ |
| Belgique (Wallonie Ultratop) | 39                 |
| France (SNEP)                | 8                  |
| France (Digital SNEP)        | 10                 |